# NGC 7683
NGC 7683 је лентикуларна галаксија у сазвежђу Пегаз која се налази на NGC листи објеката дубоког неба.
Деклинација објекта је + 11° 26' 43" а ректасцензија 23h 29m 3,8s. Привидна величина (магнитуда) објекта NGC 7683 износи 12,7 а фотографска магнитуда 13,7. NGC 7683 је још познат и под ознакама UGC 12623, MCG 2-59-48, CGCG 431-74, KARA 1020, PGC 71565.